# Твардоциці
Твардоциці (пол. Twardocice) — село в Польщі, у гміні Пельґжимка Злоторийського повіту Нижньосілезького воєводства.
Населення — 676 осіб (2011).

## Демографія
Демографічна структура станом на 31 березня 2011 року:
|          | Загалом | Допрацездатний вік | Працездатний вік | Постпрацездатний вік |
| -------- | ------- | ------------------ | ---------------- | -------------------- |
| Чоловіки | 352     | 69                 | 262              | 21                   |
| Жінки    | 324     | 69                 | 192              | 63                   |
| Разом    | 676     | 138                | 454              | 84                   |